# Ниливил (Мисури)
Ниливил (енгл. Neelyville) град је у америчкој савезној држави Мисури.

## Демографија
По попису из 2010. године број становника је 483, што је 4 (-0,8%) становника мање него 2000. године.
| Група             | 2000.       | 2010.       |
| Белци             | 386 (79,3%) | 399 (82,6%) |
| Афроамериканци    | 79 (16,2%)  | 60 (12,4%)  |
| Азијати           | 4 (0,8%)    | 2 (0,4%)    |
| Хиспаноамериканци | 0 (0,0%)    | 2 (0,4%)    |
| Укупно            | 487         | 483         |